# Trattato di Meerssen
Il trattato di Meerssen, attualmente nei Paesi Bassi, fu concluso l'8 agosto 870 tra Carlo il Calvo e Ludovico II il Germanico per confermare la spartizione del regno di loro nipote Lotario II, morto nell'869.

## Storia
L'eredità di Lotario II sarebbe dovuta andare a suo figlio Ugo, che però era stato dichiarato bastardo (figlio illegittimo). Il papa Nicola I (820-867, papa 858-867) aveva invalidato il matrimonio tra suo padre e sua madre Waldrada; quindi, in mancanza di eredi legittimi, sarebbe dovuta andare al fratello di Lotario II, l'imperatore Ludovico II, re d'Italia e dall'863 re di Provenza (ereditata alla morte del fratello Carlo), in modo da riunire in un unico regno la "Francia mediana", così com'era stata concepita, al trattato di Verdun dell'843 (i territori in giallo nella sottostante illustrazione).
Ludovico II, però era impegnato a combattere i Saraceni che avevano attaccato il Ducato di Benevento (nell'871 conquistò Bari) e non poté recarsi in Lotaringia a prendere possesso della sua eredità. Gli zii ne approfittarono, si spartirono la Lotaringia e confermarono la divisione del regno con il trattato di Meerssen. Malgrado che le proteste di Ludovico II fossero sostenute dal papa Adriano II (792-872, papa 867-872), non portarono a nessun risultato concreto.

## Sviluppi successivi

L'Impero carolingio dopo la morte di Ludovico II il Germanico (876)

Quando Ludovico II morì nell'875, lasciando un'unica erede, Ermengarda, che nell'876 sposò Bosone I di Provenza, le corone d'Italia e di Provenza e la corona imperiale andarono allo zio, Carlo il Calvo. Nell'879 Bosone divenne re di Provenza, mentre nell'880, nel trattato di Ribemont, i nipoti di Carlo il Calvo, Luigi III e Carlomanno II cedettero la loro parte del regno di Lotaringia a Ludovico III il Giovane, figlio di Ludovico il Germanico; così la Lotaringia fu riunificata.